# Hydropsyche bronta
Hydropsyche bronta is een schietmot uit de familie Hydropsychidae. De soort komt voor in het Nearctisch gebied.